# Dasein
Dasein (pronunțat în germană [ˈdaːzaɪn]) este un termen german care literal înseamnă a fi aici sau prezență (germ. sein a fi, și da aici) adesea tradus cu sensul de existență. Este un concept fundamental în filosofia existențială a lui Martin Heidegger în opera sa, Ființă și Timp.
La Heidegger, Dasein-ul (sau a-fi-aici) reprezintă existența umană în sensul de prezență și deschidere către lume. Dasein-ul, din momentul în care este, este "aici", adică este "prezență intențională" - deschidere sau, mai mult, disponibilitate - către ființă, pe care o percepe, o înțelege, o respinge etc.

## Origine și inspirație
După Tomonobu Imamichi , Heidegger a dezvoltat ideea de Dasein după întâlnirea cu Okakura Kakuzo, care, în Cartea Ceaiului descrie perspectiva filozofului taoist Zhuang Zhou (Zhuangzi) cu privire la das-in-der-Welt-sein (existența-în-lume). În 1919, după ce Heidegger, ce completase o serie de lecții în arta ceaiului sub îndrumarea lui Kakuzo, acesta îi oferise filosofului german cadou Cartea Ceaiului (1).